# ケンタウルス座アルファ星Ab
ケンタウルス座α星Abとは、太陽以外で最も地球に近い恒星として知られるケンタウルス座α星の主星 ケンタウルス座α星A の周囲を公転している可能性がある太陽系外惑星候補である。

## 発見

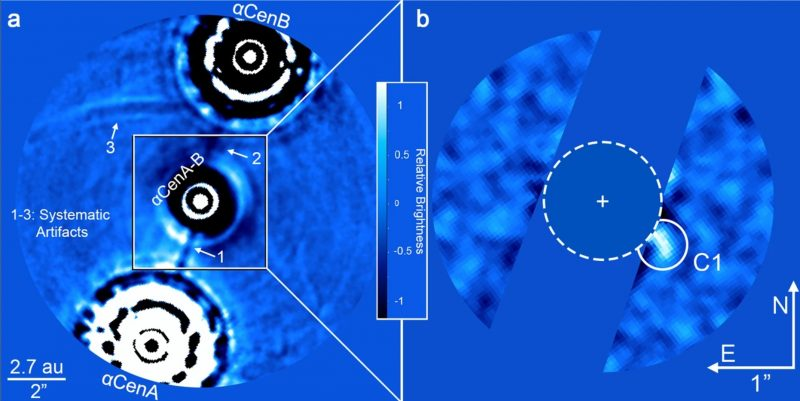
2019年に超大型望遠鏡VLTによって観測された惑星候補「C1」の画像

2021年、ブレイクスルー・ウォッチ・イニシアチブに所属している天文学者らは、ケンタウルス座α星を公転している太陽系外惑星を直接観測するプロジェクトである New Earths in the Alpha Centauri Region (NEAR) による超大型望遠鏡VLTを用いた2019年の観測から、ケンタウルス座α星Aのハビタブルゾーン内を公転している可能性がある惑星候補天体を直接観測したと発表した。この惑星候補は「Candidate 1」または略して「C1」と仮称され、数年前に得られた観測結果の分析から、この「C1」が背景に存在する別の恒星などの天体である可能性は除外されている。研究チームはこの研究結果をネイチャー コミュニケーションズにて「Imaging low-mass planets within the habitable zone of Alpha Centauri（ケンタウルス座α星のハビタブルゾーン内にある低質量惑星の撮影）」という題目で掲載して太陽系外惑星候補の発見を発表した。しかし、「C1」が観測された期間の長さがわずか100時間であったため、「C1」が本当に惑星であるかどうかを判断するには観測が不十分であり、黄道帯の塵や機器のアーティファクトである可能性は完全には排除されていなかった。
そして2025年、ジェイムズ・ウェッブ宇宙望遠鏡 (JWST) の中間赤外線観測装置 (MIRI) による観測でもケンタウルス座α星Aの近くに惑星候補とみられる光源が検出されたと発表された。この観測ではすぐ傍にある伴星ケンタウルス座α星Bからの光の影響も排除するため、近くに見える背景の別の恒星をコロナグラフの中心に置いてその光を遮断した状態とコロナグラフの中心から外して遮断されていない状態を観測することで、両者の観測データでジェイムズ・ウェッブ宇宙望遠鏡内でどのように光が進むかをモデル化する検証が行われた。この研究結果を発表した研究チームはこの惑星候補を「S1」と仮称している。「S1」のケンタウルス座α星Aからの離角は約1.5秒で、こちらも少なくとも背景にある恒星や銀河のような無関係な天体ではないことが確認されており、観測機器によるアーティファクトである可能性も低く、真の太陽系外惑星である可能性が高いとされている。しかし、「S1」は2024年8月に行われた観測でのみ検出されており、2025年2月と同年4月の観測では再検出されておらず、真に惑星であると確認するには追加観測が求められている。2019年に観測された先述の惑星候補「C1」とこの「S1」が同一の天体であると仮定すると、地球から観測した際の軌道運動により、ケンタウルス座α星Aの前方か後方に移動していて2025年に再観測が出来なかった可能性が 52% あると計算されている。

## 特徴

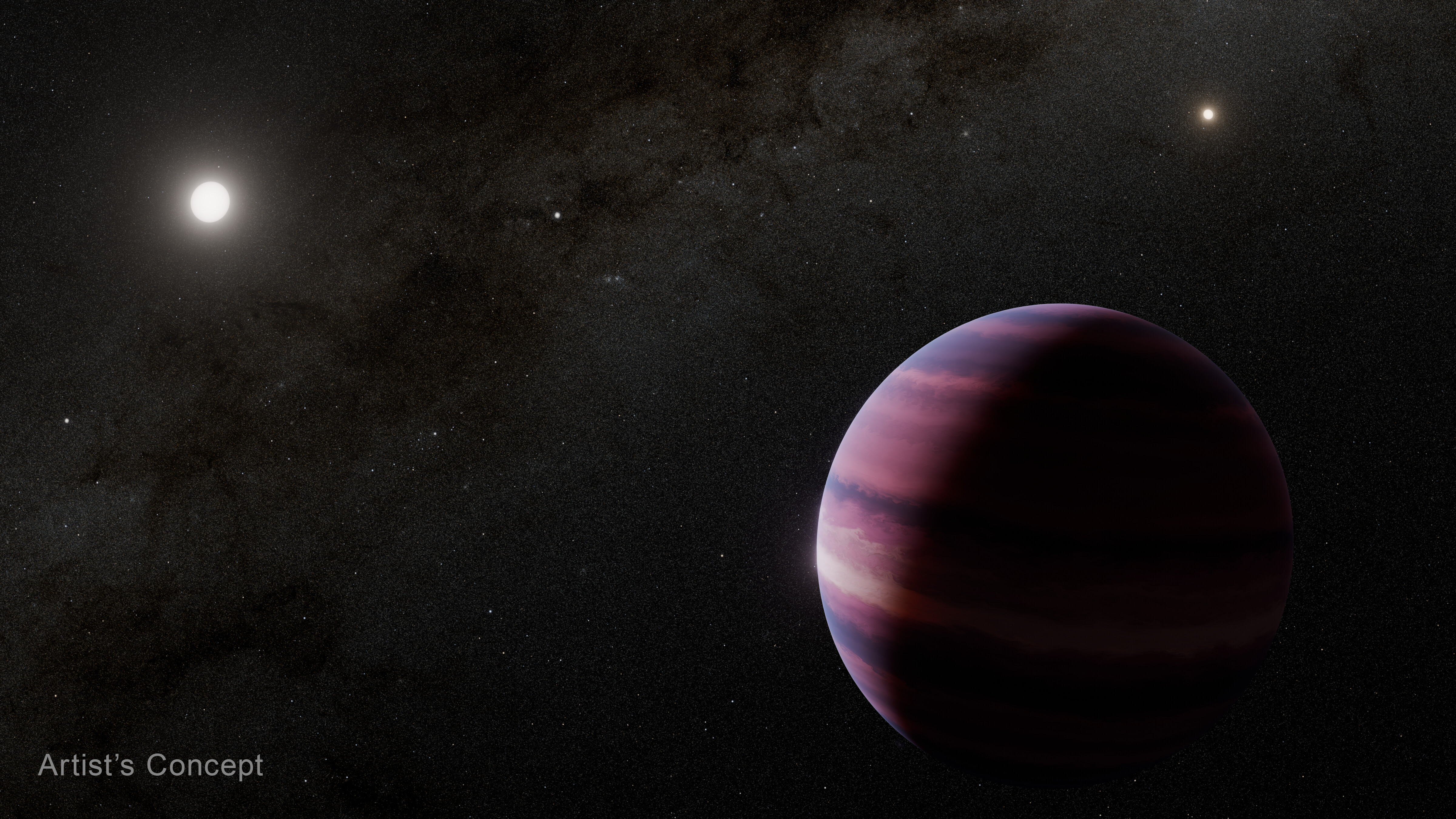
ケンタウルス座α星Aを公転している巨大ガス惑星の想像図。右上には伴星のケンタウルス座α星Bも描かれており、左上のケンタウルス座α星Aの右にやや明るく描かれている恒星は太陽である。

ケンタウルス座α星Abの物理的特徴についてはほとんど知られていないものの、「C1」および「S1」としての観測結果に基づいて推測できるいくつかの特徴がある。2021年に惑星候補 C1 として発表された際は、ケンタウルス座α星Aからの軌道長半径は約 1.1 au で、2018年に公表されたシミュレーション研究ではケンタウルス座α星Aの保守的なハビタブルゾーン内に下限質量が地球の53倍以上の惑星が存在する可能性は除外されており、これに基づくと「C1」の質量は最大でも土星のおよそ半分に相当する地球の約50倍であり、半径は地球の3.3倍から7倍であると推定された。一方で2024年に観測された惑星候補「S1」はジェイムズ・ウェッブ宇宙望遠鏡の中間赤外線観測による光源の明るさと軌道シミュレーションに基づいて、軌道長半径が 2 au 程度で、「C1」と同一の天体であると仮定すると軌道離心率が約 0.4 の楕円軌道を1年から2年程度の公転周期で公転していると推定されている。また、地球の90倍から150倍の質量と木星に相当する半径を持つ巨大ガス惑星であると考えられており、ケンタウルス座α星AとBの軌道面に対して50度もしくは130度傾いていることが示唆されている。